# Вучија
Вучија је насељено мјесто у граду Требиње, Република Српска, БиХ. Према попису становништва из 1991. у насељу је живјело 60 становника.
Овде се налази Мост на ријечици Сушици, Вучија.

## Становништво
| Демографија | Демографија | Демографија |
| Година      | Становника  | Становника  |
| ----------- | ----------- | ----------- |
| 1991.       | 60          |             |

### Презимена
У Вучији живе породице Шегрт, Средановић и Максимовић.